# 제임스 호프우드 진스
제임스 호프우드 진스 경(영어: Sir James Hopwood Jeans, OM, FRS, 1877년 9월 11일 ~ 1946년 9월 16일)은 잉글랜드의 물리학자, 수학자이다.

## 서훈
- 1928년 기사작위(Knight Bachelor) 서임[3]
- 1939년 메리트 훈장(OM)[4]